# Олдрич, Генри
Генри Олдрич (в старых русских источниках Альдрич, англ. Henry Aldrich; 1647, Лондон — 14 декабря 1710, Оксфорд) — английский учёный, богослов, философ, историк, архитектор, коллекционер, музыкант и композитор.

## Биография
Окончил Вестминстерскую школу в Лондоне. В 1662 году поступил в колледж Крайст-черч в Оксфорде, в 1689 году был назначен деканом римско-католической церкви, вместо бежавшего на континент Иоанна Месси.
В 1692—1695 годах — вице-канцлер Оксфордского университета. В 1702 году был назначен ректором колледжа в Веме в Шропшире, но продолжал жить в Оксфорде, где и умер 14 декабря 1710 г.

## Творчество

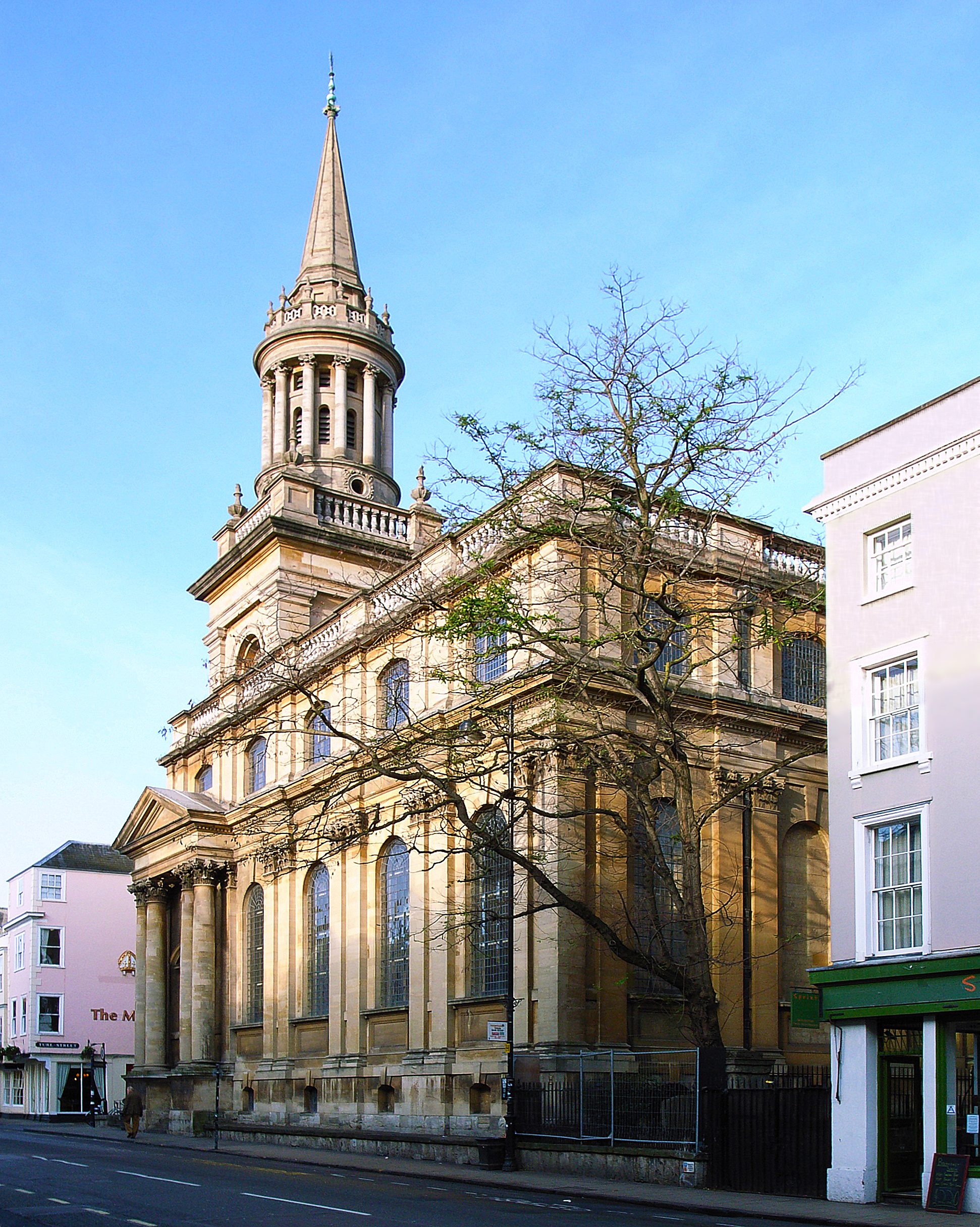
Церковь Всех Святых на главной улице Оксфорда, спроектированная Генри Алдричем, построенная в 1720 году.

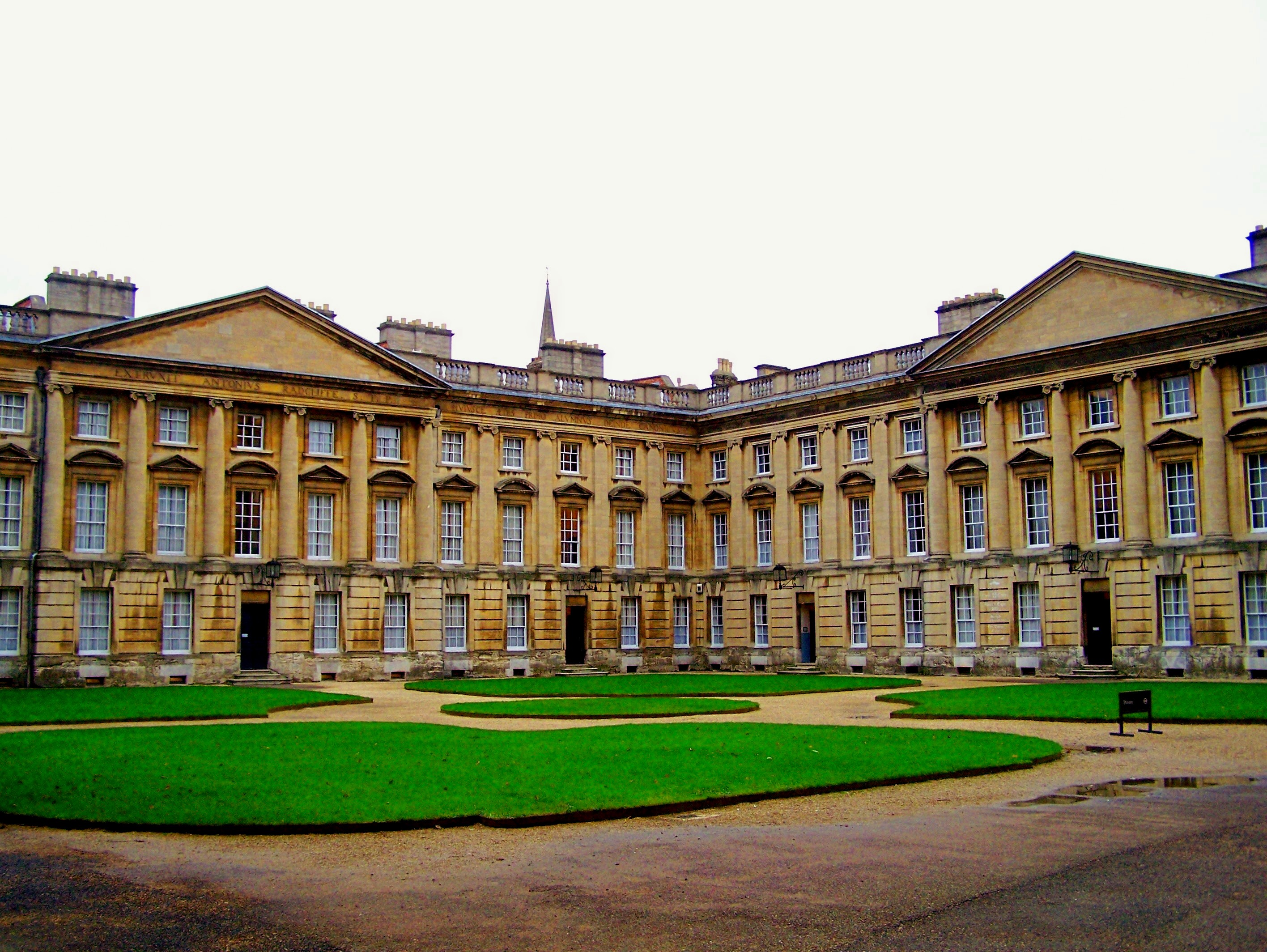
Комплекс Церкви Христа в Оксфорде

Наиболее известен как автор учебного пособия «Компендиум искусства логики» (лат. Artis Logicæ Compendium), в сжатой и доступной форме излагавшего материал (основываясь преимущественно на учении Петра Испанского) и находившегося в употреблении у студентов Оксфордского университета вплоть до середины XIX века.
Сочинял на латыни и английском как гимны, так и стихи юмористического содержания — известностью пользовалась созданная им латинская версия популярного детского стихотворения «A soldier and a sailor…». Как композитор создал ряд гимнов для церковных служб, адаптировал к английским текстам многие церковные сочинения Д. Палестрины и Д. Кариссими.
Был архитектором, несколько его проектов были успешно сооружены в Англии.
Собрал музыкальную библиотеку, которую передал церкви Спасителя в Оксфорде (после Британского музея одна из самая больших музыкальных библиотек в Англии). Его сочинения встречаются в различных сборниках (Бойс, Арнольд, Педж).